# سیمرغ (خودرو)
سیمرغ نام نخستین خودرو هیبریدی ساخته شده در ایران است.این خودرو توسط دانشجویان دانشگاه بین‌المللی امام خمینی طراحی شده است.این خودرو در سومین مسابقه طراحی ماشین آلات ایران وارد شده و در طراحی صنعتی و طراحی فنی رتبه اول را دارد.